# Ibanez
Ibanez je gitarsko brand ime u svijetu kojeg je 1957. godine u Japanu osnovao Hoshino Gakki. Ibanez na čelu s Hoshinom Gakkiem, jedna je od prvih japanskih tvrtki koja je našla značajno uporište u Sjedinjenim Državama i Europi.

## Povijest
Tvrtka Hoshinoa Gakkia počela je s radom 1908. godine s prodajom glazbenih instrumenata i knjižarom. U 1935. godini, počinju s proizvodnjom vlastitih žičanih instrumenata. Iako je tvrtka bila vrlo malo zapažena u zapadnom svijetu, sve do sredine 1960-ih, ime 'Ibanez' datira od 1929. godine kada Hoshino Gakki počinje uvoziti španjolske gitare od Salvadora Ibáñeza. Kada je radionica u španjolskoj uništena tijekom španjolskog građanskog rata, Hoshino Gakki kupuje marku 'Ibanez' (koja je dosta koštala radi svojeg odlične kvalitete), i započinje izradu španjolskih akustičnih gitara, prvo pod imenom 'Salvador Ibáñez', a kasnije samo 'Ibanez'.
U suvremeno doba 'Ibanez' gitare počinju se proizvoditi krajem 1950-ih i početkom 1960-ih, kada se u katalozima mogu naći i poneki divlje dizajnirani modeli. Proizvodnja japanskih gitara tijekom 1960-ih godina, bila je uglavnom kopija europskog dizajna, a neki primjeri 'Ibaneza' kasnih 1960-ih dizajnom su sličile na 'Hagström' i 'Eko' gitare. Nakon što su 1966. godine tvrtke 'Teisco' i 'FujiGen' zaustavile svoju proizvodnju, Hoshino Gakki ih koristi za izradu svojih 'Ibanez' gitara.
1970-ih u Japanu se počinju kopirati američke gitare, od kojih 'Ibanez' najčešće izrađuje kopije 'Gibson', 'Fender', 'Dan Armstrong' i Rickenbacker, kada su se ti modeli pojavili na tržištu. To je rezultiralo tužbom protiv 'Ibaneza' u to vrijeme. Nakon tužbe Hoshino Gakki proizvodi gitare koje nisu bile kopije 'Gibsona' ili 'Fendera', dizajnirane poput Iceman i Ibanez Roadstar modela. Tvrtak počinje proizvoditi vlastite dizajnirane gitare, a krajem 1980-ih i početkom 1990-ih postaju popularne i taj je period vrlo važan za marku 'Ibanez'. Hoshino Gakki ostvaruje odnos s bivšim gitaristom Franka Zappe, Steveom Vaiem, što je rezultiralo proizvodnjom 'Ibanez JEM' i 'the Ibanez Universe' modelima, a nakon ranije uspješnih 'Roadstar' i 'Iceman' modela (1970-ih-1980-ih), Hoshino Gakki ulazi na tržište sa super modelima RG serije, koja je cijenom bila pristupačnija od Ibanez JEM modela.
'Starfield' gitare su također u vlasništvu Hoshinoa Gakkia. 1970-ih Gakki i Kanda Shokai, dijele ideje oko dizajna, pa neki modeli 'Ibanez' i 'Greco' gitara imaju iste značajke. Greco gitare većinom su se prodavale u Japanu, dok su 'Ibanez' gitare našle tržište i izvan Japana.
Gitarski brandovi poput 'Antoria' dijele dizajn s nekim 'Ibanez' modelima. Maurice Summerfield iz 'the Charles Summerfield Ltd' kompanije, doprinio je idejama za dizajn  'Ibanez CSL' modela, koji su se uvozili u Veliku Britaniju od 1964. – 1987. godine.

## Modeli gitara
- Ibanez GIO - Naziv GIO, dodijeljen im je na vrhu glave iznad loga 'Ibanez'. GRG serija s 3/4 veličinom gitare, također spada u ovu kategoriju.
- Ibanez RG - RG serija (ranije pod nazivom Roadstar Gitara, otkud i dobiva naziv RG), su 'Ibanez' superstrat gitare i sve su s 24-ornament slim vratovima. Većina 'Ibanez RG' modela ima vijak-na-vrata s visokom učinkovitosti tremola, a neki su pokretni ili fiksni most modeli. Prvi Ibanez RG model bio je 550 iz 1987. godine i bio je jeftinija verzija od 'Ibanez JEM' modela, koji je imao potpis Stevea Vaia. Od 1987. godine RG modeli izlaze u stotinama različitih verzija, neki imaju različite pickupe i konfiguracije (HSH, HH, HSS, HS, itd), a neki sadrže pickape s različitim zvukovima, tremolima i bojama. Nije poznato koliko je takvih modela proizvedeno. U 2003. godini, Japanski-RG modeli postaju prestižna serija, koja je opremljena s potpuno novim izrađenim vratom (koji je puno više pouzdan sada), novoobnovljeni tremolo (rub-Pro) i šest posebnih tretmana za udobnije sviranje. U 2004. godini došlo je do modernizacije RG-serije, nakon što su se pojavili novi modeli RG 1570. Novi modeli opremljeni su 'DiMarzio'h-s-h pickup modelima i novim sistemom 'EDGE-pro' tremola.
- Ibanez S - Također je slabije poznata serija zbog svog ergonomskog izgleda i laganog tijela od mahagonija. Jedini model koji je zabilježio manju popularnost je 'Ibanez Saber', serija Franka Gambala, koja je dobila njegov potpis 1987. godine. Godine 2008. gitarist britanskog power metal sastava DragonForce, Herman Li, koristi (dugo je svirao seriju S) gitare s potpisom E-gen, koje su izrađene s nekim izmjenama iz S serije 'Ibanez' gitara. Pod serije tog modela su:
  - S - S model koristi "nulti otpor" plutajućeg tremola, koji omogućuje žicama na gitari da ostanu više u skladu. Također je dostupan kao 'S Prestige' model, visokog-završnog raspona koji je napravljen u Japanu i Koreji - S2170, S4170 AB.
  - SZ - SZ ili SZR (uvedeni 2008.) modeli su koji imaju hardtail kobilice i thru-body' špananje žica, kao i 25,1 ljestvicu postavljenu na vrat gitare, koje imaju drugačiji osjećaj kod sviranje nego modeli S i SA s 25,5 ljestvica na vratu.
  - SC - Vrlo su slični kao i SZ modeli. Nema ih više u proizvodnji.
  - SA - SA modeli imaju flatback tijelo (S modeli imaju tijela zakrivljena unazad), te sinkronizirani tremolo. Također osnovni SA modeli imaju dizajnirano skrivene vijke na vratu gitare. Podserije uključuju SAS, SA osnovne modele sa Set-in dizajnom vrata gitare i SA Prestige.
  - SV - SV modeli imaju deblji vrat i TZ100 tremolo kobilicu.
- RT serija - Superstrat dizajn s 24 praga na vratu gitare. Obustavljen u 1994.
- RX serija - Superstrat dizajn, ali s 22 praga na vratu gitare. Proizvodnja je obustavljena 1998., a trenutno postoji samo kao GRX (jeftiniji model RX serije).
- AX serija - Extreme verzija glazbenog modela, koja je ciljano proizvedena za metalne svirače - trenutačno postoji samo kao ekskluzivni model GAX Gitara Centar.
- Axstar -  (zvani Axstar by Ibanez) - ukinut.
- EDR/EXR - Ergodyne serije - ukinute.
- Artist Series - Sredinom 1970-ih 'Ibanez' započinje proizvodnju linije s dvostrukim krutim tijelom gitare. Neki od modela imaju istaknute tri-zvučne prekidače, koji sviraču omogućuju promjenu zvuka na pickupa kada solira ili prati melodiju. Postojali su razni modeli, dok su najpoznatiji proizvedeni 1980-ih, a to su; AR100, AR105, AR150 (sve bez tri-zvučna efekta) i AR300, AR305, AR350 (sve s tri-zvučna efekta).  Model AR300 počeo se nanovo proizvoditi kao jeftinij model u seriji.
- MC - glazbena serija - ukinuta
- ARC-100/300 - (Retro serija)
- ARX-100/300 - (Retro serija)
- AR-100/200 - (black vintage top)

- Ibanez Artcore Serije - Linija polušupljih i šupljih serija gitara. Pod serije su;
  - AF (potpuno šuplja)
  - AK (potpuno šuplja)
  - AFS-75t (potpuno šuplja)
  - AG (potpuno šuplja)
  - AS (polušuplja)
  - AM (polušuplja)
  - AXD (polušuplja i potpuno šuplja)
  - AWD (polušuplja i potpuno šuplja)
  - FWD (polušuplja i potpuno šuplja)
- Ibanez Jet King 2 i Jet King 1 - Moderno proizvedeni modeli 'Ibanez Rhythm' marke.
- Radius series - Ukinuta. Izmijenjena verzija sada nosi potpis Joea Satriania.
- Roadstar Serija RS - sastoji se od Talman, Radius i Saber serije.
- EX serija - Proizvedena u Koreji.
- X Series - Razni X-modeli u obliku zvijezda koji su usmjereni prema metalnim sviračima.
- PL - Pro Line serija
- RR - Rocket Roll
- DT - Destroyer
- IC - Iceman
- CN koncertna serija - Bila je kratkotrajana serija proizvedena 1978. i onda ubrzo nakon toga ukinuta. Opremljena je bila s dvostrukim nesimetričnim vratom, tijelom s dva pickupa, tvrdom kobilicom i vijkom za vrat.
- Ibanez j.custom - Isključivo prilagođeni asortimanu dostupanom samo u Japanu. Sada dostupan u cijelom svijetu.
- U.S.A. custom
- AFD - Artfield
- (M)GR - Ghostrider
- Cimar by Ibanez

## Vanjske poveznice
- Službene stranice
- Povijest Hoshinoa Gakkia